# Hazewinkel (See)
Hazewinkel ist ein künstlich angelegter See im Ortsteil Heindonk der belgischen Gemeinde Willebroek. Er wird heute vor allem als Regattastrecke für den Kanu- und Rudersport sowie für Freizeitaktivitäten genutzt.

## Beschreibung
Der Bau der Regattastrecke wurde ab ca. 1969 geplant und dann zügig umgesetzt. Am 29. Mai 1975 wurde die Strecke eröffnet. Hintergrund für den Bau war der Wunsch, eine Ruder- und Kanuanlage mit olympischem Standard in Belgien verfügbar zu machen. Mit dem Erdaushub wurden in der Nähe der Strecke Tongruben verfüllt. Auf demselben Areal, das insgesamt eine Fläche von rund 300 ha umfasst, wurde nördlich von Hazewinkel ein zweiter See angelegt, der „Bocht“ genannt wird und vor allem von kleineren Segelbooten genutzt wird.
Hazewinkel hat typische Abmessungen für eine Ruder- und Kanuregattastrecke. Der See hat eine längliche Form mit einer Länge von etwas über 2 Kilometern. Das Südufer verläuft vollständig parallel zur Strecke, während am Nordufer einige Buchten angelegt sind. Die Strecke ist von Fuß- und Radwegen umgeben.

## Regattastrecke
Auf dem See Hazewinkel ist eine Regattastrecke vorhanden, die für internationale Ruder- und Kanuwettbewerbe geeignet ist. Mit acht durch ein Albano-System abgetrennten Bahnen, einer Startanlage und hinreichend Platz für allgemeinen Regattaverkehr ist die Strecke vom Weltruderverband in der bestmöglichen „Kategorie A“ eingestuft. Am Ostende im Zielbereich der Strecke befindet sich eine für Veranstaltungen geeignete Bebauung mit einem Zielturm, Bootshäusern und Steganlagen, einigen Unterkünften sowie Seminarräumen. Die Anlage wird von der flämischen Sportbehörde „Bloso“ betrieben und auch als „Bloso-centrum Willebroek Hazewinkel“ bezeichnet.
Am See haben auch einige Wassersportvereine ihre Bootshäuser errichtet, wie beispielsweise der Trimm- und Ruderclub Toss Hazewinkel 80 (TRT) und die Antwerpener Rudervereinigung Sculling (ARV). Neben dem Rudersport werden auch der Kanusport, Segeln und Windsurfen auf dem Gewässer betrieben.

## Veranstaltungen
- Ruder-Weltmeisterschaften 1980 und 1985
- U23-Weltmeisterschaften im Rudern: 1978, 1996 (jeweils inoffiziell) und 2006
- Junioren-Weltmeisterschaften im Rudern: 1980 und 1997
- Junioren-Europameisterschaften im Rudern: 2015
- Station des Ruder-Weltcups 1995, 1998, 1999 und 2002
- zahlreiche weitere nationale und internationale Ruderregatten